# Louis Buffet
Louis Joseph Buffet (n. 26 octombrie 1818 — d. 7 iulie 1898) a fost prim-ministrul Franței în perioada 10 martie 1875 – 23 februarie 1876.